# Найманское ханство
Найманское ханство — средневековое феодальное государственное образование, сыгравшее значительную роль в истории Центральной Азии. Территория ханства охватывала земли Западной Монголии, Восточного Казахстана, части современного Алтайского края России и северо-западного Китая. Найманские племена занимали эти регионы на протяжении нескольких столетий, вплоть до монгольского завоевания XIII века.

## История
После падения государства Ляо в 1125 году найманы основали собственное государство. В 1143 году их правителем стал Инанч-Бильге-Буку-хан. Государство найманов занимало земли к западу от кереитов (кит. «западные цзубу»), на Алтае, в Западной Монголии и Восточном Казахстане. С самого начала своего существования оно заняло враждебную к кереитам позицию, оспаривая у них гегемонию над кочевниками Центральной Азии. Несколько раз Инанч-хану удавалось посадить на престол в кереитском государстве своих ставленников, однако после его смерти, в конце XII — начале XIII века само найманское ханство распалось на две части, которые возглавили два сына Инанча: Таян-хан и Буюрук-хан. Раскол ослабил найманов, и в 1201 году оба владения потерпели поражение от кереитско-монгольского союза. Кереиты, помогавшие монголам, в 1203 году так же были разгромлены и включены в состав нового ханства монголов Чингисхана. В 1204 году монголы разгромили Таян-хана, а в 1206 — Буюрук-хана. Найманы вместе со своим ханом Кушулуком, сыном Таяна, ушли с Хангая на Алтай, где соединились с остатками меркитов и кереитов, ранее разгромленных монголами. После поражения найманов на Бухтарме Кучлук-хан был вынужден с остатками своего улуса окончательно оставить территорию Алтая и бежать в Семиречье.

## Правители Найманского ханства
- Инанч-хан (Инанч-бука); ок. 1143—1180), он же Иоанн-хан по Гумилёву;
- Эният хан(1180-90)[уточнить]
- Коксэу-Сабрах[уточнить]
- Наркеш Даян
- Таян-хан (Бай-бука или Тайбука), сын Инанч-хана; ок. 1190—1204;
- Даян-хан
- Буюрук-хан, брат Таян-хана; сопр. ок. 1190—1202 или 1206;
- Кучлук, сын Таян-хана; 1204—1211, уб. 1218;